# 멕시코 우주국

멕시코 우주국(Agencia Espacial Mexicana, AEM, 스페인어: Agencia Espacial Mexicana)은 2010년 7월에 설립된 멕시코의 국립 우주국이다. 이 기관은 인프라를 갖추고 있지 않으며 국가적으로 수행되는 우주 관련 활동의 교육, 연구 및 개발을 촉진하고 조정하는 것을 목표로 한다.

## 역사
이 기관의 직접적인 전신은 CONEE(Comisión Nacional del Espacio Exterior, 영어: National Commission of Outer Space)로, 1962년 8월 31일 대통령령으로 설립되어 통신교통부 산하로 실험을 수행한 사무처이다. 1962년부터 1976년까지 로켓공학, 통신 및 대기 연구 분야에 종사했다.